# Neneh MacDouall-Gaye
Neneh MacDouall-Gaye (8 tháng 4 năm 1957) là một chính trị gia và nhà ngoại giao người Gambia. Bà từng là Bộ trưởng Bộ Ngoại giao cuối cùng thời Yahya Jammeh từ năm 2015 đến 2017 và là Đại sứ Gambia tại Hoa Kỳ năm 2009.

## Thơ ấu và giáo dục
MacDouall-Gaye sinh ra ở Banjul và theo học tại Trường Trung học St Joseph's, tốt nghiệp năm 1974. Sau đó, bà nhận được bằng tốt nghiệp về truyền thông đại chúng từ Viện Đào tạo Phát thanh và Truyền hình, một phần của tòa nhà truyền hình Maspero ở Cairo, Ai Cập, vào năm 1980.

## Sự nghiệp chính trị
MacDouall-Gaye MacDouall-Gaye ban đầu là một nhà báo, tham gia Radio Gambia vào năm 1979. Bà đã kiếm được nhiều người hâm mộ nhờ 'giọng vàng' của mình.
MacDouall-Gaye được bổ nhiệm làm Bộ trưởng Bộ Thương mại, Công nghiệp và Việc làm năm 2005, một vị trí mà bà đã nắm giữ chỉ trong vài tháng. Sau đó, bà được bổ nhiệm làm Bộ trưởng Công nghệ Thông tin và Truyền thông, phục vụ cho đến ngày 19 tháng 3 năm 2008, khi bà bị thay thế bởi Fatim Badjie. Có thông báo rằng bà sẽ trở thành Đại diện thường trực của Gambia tại Liên Hợp Quốc, nhưng thay vào đó, Susan Waffa-Ogoo được bổ nhiệm vào vai trò này.
MacDouall-Gaye được bổ nhiệm làm Giám đốc điều hành của Observer Company Ltd, nhà xuất bản của The Daily Observer, vào ngày 19 tháng 6 năm 2008. Bà thay thế Dida Halake, người bị giam giữ tại đồn cảnh sát Kotu. MacDouall-Gaye giữ vai trò đó cho đến khi được bổ nhiệm làm Đại sứ Gambia tại Hoa Kỳ vào ngày 30 tháng 1 năm 2009. Đồng thời, Musa Mboob, cựu Tổng Thanh tra Cảnh sát, được bổ nhiệm làm Phó Đại sứ tại Hoa Kỳ. Vị trí Đại sứ của cô đã bị chấm dứt vào ngày 12 tháng 8 năm 2009.
Vào ngày 5 tháng 1 năm 2015, MacDouall-Gaye được bổ nhiệm làm Bộ trưởng Bộ Ngoại giao, thay thế Bala Garba Jahumpa. Vào ngày 16 tháng 1 năm 2017, trong cuộc Khủng hoảng hiến pháp Gambia năm 2016-17, MacDouall-Gaye đã đưa ra lá thư từ chức của mình cho Tổng thống Gambia Yahya Jammeh.